# Please Please Me (singel)
Please Please Me – utwór zespołu The Beatles napisany przez duet Lennon/McCartney. Piosenka została wydana na płycie o tym samym tytule Please Please Me (album został wydany w Wielkiej Brytanii przez Parlophone, 22 marca 1963).
Singel został wydany wraz z piosenką Ask Me Why, w Stanach Zjednoczonych w roku 1963.
„Please Please Me” nigdy nie osiągnął pozycji numer 1 w Wielkiej Brytanii, ale 22 lutego 1963 piosenka osiągnęła pierwsze miejsce na liście przebojów, opracowanej przez magazyn muzyczny New Musical Express. W Stanach Zjednoczonych piosenka ta osiągnęła 3. miejsce.
Magazyn Rolling Stone umieścił utwór na 184. miejscu listy 500 utworów wszech czasów.

## Geneza utworu
Utwór został napisany w całości przez Johna Lennona, który inspirował się twórczością Roya Orbison i Binga Crosb`yego. Powolną, bluesową aranżację zmienił na bardziej żywiołową George Martin.
- John Lennon – śpiew, gitara, harmonijka ustna
- Paul McCartney – śpiew, gitara basowa
- George Harrison – wokal wspierający, gitara
- Ringo Starr – perkusja
- George Martin – producent
- Norman Smith – Inżynier dźwięku